# Валіханово (Железинський район)
Валіха́ново (каз. Уәлиханов) — село у складі Железинського району Павлодарської області Казахстану. Входить до складу Єнбекшинського сільського округу.
Населення — 454 особи (2021; 602 у 2009, 848 у 1999, 1148 у 1989).
Національний склад станом на 1989 рік:
- казахи — 51 %,
- росіяни — 34 %.